# Чаквал (округ)
Чаквал (урду  ضِلع چکوال‎, англ. Chakwal District) — один из 36 округов пакистанской провинции Пенджаб. Административный центр — город Чаквал.

## География
Чаквал граничит с округом Хушаб на юге, с округом Миянвали на западе, с округами Атток и Равалпинди на севере, с округом Джелам на востоке.

## Техсилы
Чаквал занимает площадь 6524 км² и разделен на четыре техсила:
- Чаквал
- Каллар-Кахар
- Чоа-Сайдан-Шах
- Талаганг